# Nobelova cena za chemii
Nobelova cena za chemii (švédsky Nobelpriset i kemi) je jednou z pěti Nobelových cen udělovaných na základě závěti Alfreda Nobela. Každoročně ji uděluje Královská švédská akademie věd za zásadní vědecký výzkum či vynález v oboru chemie. Toto ocenění je spravováno Nobelovou nadací a uděluje ho Královská švédská akademie věd na návrh Nobelova výboru pro chemii, který se skládá z pěti členů volených Královskou švédskou akademií věd. Ocenění je předáváno ve Stockholmu, každoročně 10. prosince, v den výročí smrti Alfreda Nobela. Nobelova cena výjimečně nebyla udělena v letech 1916, 1917, 1919, 1924, 1933, 1940, 1941 a 1942
První Nobelovu cenu za chemii v roce 1901 získal Jacobus Henricus van 't Hoff za objev zákonů chemické dynamiky a osmotického tlaku v roztocích. Od roku 1901 do roku 2024 byla Nobelova cena za chemii udělena celkem 195 lidem. V roce 2024 byla Nobelovu cenu za chemii získali Demis Hassabis a John M. Jumper za predikci struktury proteinů a David Baker za výpočetní návrh proteinů.

## Ocenění
Laureát Nobelovy ceny za chemii získává zlatou medaili, diplom obsahující zdůvodnění a finanční obnos.

### Medaile
Medaile pro Nobelovu cenu za chemii má shodný design jako mediale za Nobelovu cenu za fyziku. Revers medaile představuje vyobrazení bohyně Eset, představující Přírodu. V ruce drží Roh hojnosti a zatímco sestupuje z mraků, Duch Vědy nadzdvihává závoj, který ji halí tvář. Autorem designu je Erik Lindberg.

### Diplom
Diplom laureát přijímá přímo z rukou švédského krále. Diplom obsahuje obrázek a text se jménem oceněného a zdůvodnění výběru dané osoby.

### Finanční obnos
Finanční obnos se mění v závislosti na možnostech Nobelovy nadace v daném kalendářním roce. Částka je vyplácena ve švédských korunách. V případě dvou laureátů získá každý z nich polovinu sumy. V případě třech laureátů může býtz částka rozdělena rovným dílem a nebo jeden laureát může získat polovinu sumy a zbilí dva čtrtinu sumy.

## Držitelé Nobelovy ceny za chemii
| Rok  | Jméno                                                         | Udělena |
| ---- | ------------------------------------------------------------- | --- |
| 1901 | Jacobus Henricus van 't Hoff                                  | „za objev zákonů chemické dynamiky a osmotického tlaku v roztocích“                                                           |
| 1902 | Hermann Emil Fischer                                          | „za práci na syntéze cukru a purinu“                                                                                          |
| 1903 | Svante August Arrhenius                                       | „za elektrolytickou teorii disociace“                                                                                         |
| 1904 | William Ramsay                                                | „za objev inertních plynů ve vzduchu“                                                                                         |
| 1905 | Johann Friedrich Wilhelm Adolf von Baeyer                     | „za výzkum organických barviv a hydroaromatických sloučenin“                                                                  |
| 1906 | Henri Moissan                                                 | „za výzkum a izolaci prvku fluor a elektrickou pec pojmenovanou podle něho“                                                   |
| 1907 | Eduard Buchner                                                | „za výzkum na poli biochemie a za objev nebuněčné fermentace“                                                                 |
| 1908 | Ernest Rutherford                                             | „za výzkum rozpadu prvků a chemii radioaktivních látek“                                                                       |
| 1909 | Wilhelm Ostwald                                               | „za práci na katalýze a výzkum chemické rovnováhy a rychlosti chemické reakce“                                                |
| 1910 | Otto Wallach                                                  | „za práce na poli acyklických sloučenin“                                                                                      |
| 1911 | Marie Curie-Skłodowská                                        | „za objev radia, polonia a další výzkum radia“                                                                                |
| 1912 | Victor Grignard                                               | „za objev Grignardova činidla“                                                                                                |
| 1912 | Paul Sabatier                                                 | „za objev metody hydrogenace aromatických sloučenin“                                                                          |
| 1913 | Alfred Werner                                                 | „za práce na slučování atomů v molekulách“                                                                                    |
| 1914 | Theodore William Richards                                     | „za určení atomové hmotnosti velkého počtu prvků“                                                                             |
| 1915 | Richard Martin Willstätter                                    | „za výzkum rostlinných pigmentů“                                                                                              |
| 1918 | Fritz Haber                                                   | „za syntézu čpavku“ |
| 1920 | Walther Hermann Nernst                                        | „za práci v termochemii“ |
| 1921 | Frederick Soddy                                               | „za práci na chemii radioaktivních látek a za výzkum izotopů“                                                                 |
| 1922 | Francis William Aston                                         | „za objevy izotopů velkého množství neradioaktivních prvků, a za formulaci celočíselného pravidla“                            |
| 1923 | Fritz Pregl                                                   | „za metody mikroanalýzy organických látek“                                                                                    |
| 1925 | Adolf Richard Zsigmondy                                       | „za důkaz heterogenní podstaty koloidních roztoků a použité metody“                                                           |
| 1926 | Theodor Svedberg                                              | „za práci na disperzních systémech“                                                                                           |
| 1927 | Heinrich Otto Wieland                                         | „za objev žlučových kyselin a příbuzných látek“                                                                               |
| 1928 | Adolf Otto Reinhold Windaus                                   | „za výzkum sterolů a spojení s vitamíny“                                                                                      |
| 1929 | Arthur Harden, Hans Karl August Simon von Euler-Chelpin       | „za objev fermentace cukrů a fermentačních enzymů“                                                                            |
| 1930 | Hans Fischer                                                  | „za výzkum haeminu a chlorofylu“                                                                                              |
| 1931 | Carl Bosch, Friedrich Bergius                                 | „za příspěvky k chemickým vysokotlakým metodám“                                                                               |
| 1932 | Irving Langmuir                                               | „za práci v hraniční chemii“                                                                                                  |
| 1934 | Harold Clayton Urey                                           | „za objev těžké vody“ |
| 1935 | Frédéric Joliot-Curie, Irène Joliot-Curie                     | „za syntézu nových radioaktivních prvků“                                                                                      |
| 1936 | Petrus Josephus Wilhelmus Debye                               | „za práci na molekulární struktuře výzkumem dipólového momentu a difrakce rentgenových paprsků a elektronů v plynech“         |
| 1937 | Walter Norman Haworth                                         | „za práce na sacharidech a vitamínu C“                                                                                        |
| 1937 | Paul Karrer                                                   | „za práce na karotenoidech, flavonoidech a vitamínech A a B2“                                                                 |
| 1938 | Richard Kuhn                                                  | „za práce na karotenoidech a vitamínech“                                                                                      |
| 1939 | Adolf Friedrich Johann Butenandt                              | „za práce na sexuálních hormonech“                                                                                            |
| 1939 | Leopold Ružička                                               | „za práce na polymethylenech a vyšších terpenech“                                                                             |
| 1943 | George de Hevesy                                              | „za práce na využití izotopů jako značkovačů při chemických procesech“                                                        |
| 1944 | Otto Hahn                                                     | „za objev jaderného štěpení těžkých atomových jader“                                                                          |
| 1945 | Artturi Ilmari Virtanen                                       | „za výzkumy agrokultur a výživové chemie“                                                                                     |
| 1946 | James Batcheller Sumner                                       | „za objev, že enzymy je možné krystalizovat“                                                                                  |
| 1946 | John Howard Northrop, Wendell Meredith Stanley                | „za přípravu enzymů a virových proteinů v čisté formě“                                                                        |
| 1947 | Robert Robinson                                               | „za výzkum rostlinných produktů, zvláště alkaloidů“                                                                           |
| 1948 | Arne Wilhelm Kaurin Tiselius                                  | „za výzkum elektroforézy a adsorpční analýzy“                                                                                 |
| 1949 | William Francis Giauque                                       | „za příspěvky na poli chemické termodynamiky“                                                                                 |
| 1950 | Otto Paul Hermann Diels, Kurt Alder                           | „za objev a vývoj dienové syntézy (Dielsova–Alderova reakce)“                                                                 |
| 1951 | Edwin Mattison McMillan, Glenn Theodore Seaborg               | „za objevy v chemii transuranových prvků“                                                                                     |
| 1952 | Archer John Porter Martin, Richard Laurence Millington Synge  | „za vynález rozdělovací chromatografie“                                                                                       |
| 1953 | Hermann Staudinger                                            | „za objevy na poli makromolekulární chemie“                                                                                   |
| 1954 | Linus Carl Pauling                                            | „za výzkum podstaty chemické vazby“                                                                                           |
| 1955 | Vincent du Vigneaud                                           | „za práce na sloučeninách síry, zvláště za objev polypeptidického hormonu“                                                    |
| 1956 | Cyril Norman Hinshelwood, Nikolaj Nikolajevič Semjonov        | „za výzkumy mechanismů chemických reakcí“                                                                                     |
| 1957 | Alexander Robertus Todd                                       | „za práci na nukleotidech a koenzymech nukleotidů“                                                                            |
| 1958 | Frederick Sanger                                              | „za práci na stanovení primární struktury proteinů, zvláště inzulinu“                                                         |
| 1959 | Jaroslav Heyrovský                                            | „za objev polarografické analýzy“                                                                                             |
| 1960 | Willard Frank Libby                                           | „za objev metody využití uhlíku-14 pro stanovení stáří v archeologii, geologii, geofyzice a dalších vědních oborech“          |
| 1961 | Melvin Calvin                                                 | „za výzkumy využívání oxidu uhličitého v rostlinách“                                                                          |
| 1962 | Max Ferdinand Perutz, John Cowdery Kendrew                    | „za výzkumy v oblasti stanovení struktury globulárních bílkovin“                                                              |
| 1963 | Karl Ziegler, Giulio Natta                                    | „za objevy vztahující se k vyšším polymerům“                                                                                  |
| 1964 | Dorothy Crowfoot Hodgkin                                      | „za výzkumy v oblasti využití rentgenových paprsků pro stanovení struktury důležitých biochemických látek“                    |
| 1965 | Robert Burns Woodward                                         | „za úspěchy v organické syntéze“                                                                                              |
| 1966 | Robert Sanderson Mulliken                                     | „za práce na chemických vazbách a elektronové struktuře molekul“                                                              |
| 1967 | Manfred Eigen, Ronald George Wreyford Norrish, George Porter  | „za studium extrémně rychlých chemických reakcí“                                                                              |
| 1968 | Lars Onsager                                                  | „za objev recipročního vztahu nesoucího jeho jméno, který je základem termodynamiky nevratných procesů“                       |
| 1969 | Derek Harold Richard Barton, Odd Hassel                       | „za příspěvky k vývoji konceptu konformace a jeho aplikace v chemii“                                                          |
| 1970 | Luis F. Leloir                                                | „za objev sacharidových nukleotidů a za odhalení úlohy při syntéze uhlovodíků“                                                |
| 1971 | Gerhard Herzberg                                              | „za příspěvky k elektronové struktuře a geometrii molekul, hlavně volných radikálů“                                           |
| 1972 | Christian B. Anfinsen                                         | „za práce na ribonukleáze“ |
| 1972 | Stanford Moore, William H. Stein                              | „za příspěvky k pochopení vazeb mezi chemickou strukturou a katalytickou aktivitou ribonukleové molekuly“                     |
| 1973 | Ernst Otto Fischer, Geoffrey Wilkinson                        | „za práci na chemii organokovových sloučenin“                                                                                 |
| 1974 | Paul John Flory                                               | „za základní práce jak teoretické, tak experimentální v oblasti fyzikální chemie makromolekul“                                |
| 1975 | John Cornforth                                                | „za práce na stereochemii reakcí katalyzovaných enzymy“                                                                       |
| 1975 | Vladimir Prelog                                               | „za práce na stereochemii organických molekul a reakcí“                                                                       |
| 1976 | William Nunn Lipscomb, Jr.                                    | „za výzkum struktury boranů“                                                                                                  |
| 1977 | Ilja Prigogine                                                | „za příspěvky k nerovnovážné termodynamice“                                                                                   |
| 1978 | Peter D. Mitchell                                             | „za formulaci chemiosmotické teorie“                                                                                          |
| 1979 | Herbert C. Brown, Georg Wittig                                | „za společný rozvoj použití sloučenin obsahujících bor a fosfor za činidla v organické syntéze“                               |
| 1980 | Paul Berg                                                     | „za základní studie biochemie nukleových kyselin, zejména rekombinantu DNA“                                                   |
| 1980 | Walter Gilbert, Frederick Sanger                              | „za příspěvky týkající se posloupnosti bází v nukleových kyselinách“                                                          |
| 1981 | Ken’iči Fukui, Roald Hoffmann                                 | „za teorie v oblasti průběhu chemických reakcí“                                                                               |
| 1982 | Aaron Klug                                                    | „za rozvoj krystalografického elektronového mikroskopu“                                                                       |
| 1983 | Henry Taube                                                   | „za práci na mechanismu reakcí s přesunem elektronů“                                                                          |
| 1984 | Robert Bruce Merrifield                                       | „za rozvoj metodologie chemických reakcí na pevných matricích“                                                                |
| 1985 | Herbert A. Hauptman, Jerome Karle                             | „za úspěchy v rozvoji přímých metod stanovení krystalových struktur“                                                          |
| 1986 | Dudley Robert Herschbach, Yuan Tseh Lee, John Charles Polanyi | „za příspěvky v oblasti dynamiky elementárních chemických procesů“                                                            |
| 1987 | Donald J. Cram, Jean-Marie Lehn, Charles J. Pedersen          | „za výzkum a použití molekul s vysoce specifickými interakcemi a vysokou selektivitou“                                        |
| 1988 | Johann Deisenhofer, Robert Huber, Hartmut Michel              | „za určení trojrozměrné struktury center fotosyntézy“                                                                         |
| 1989 | Sidney Altman, Thomas R. Cech                                 | „za objev katalytických vlastností RNA“                                                                                       |
| 1990 | Elias James Corey                                             | „za rozvoj teorie a metodologie organické syntézy“                                                                            |
| 1991 | Richard R. Ernst                                              | „za příspěvek k rozvoji vysoce rozlišitelné nukleární magnetické rezonance (NMR spektroskopie)“                               |
| 1992 | Rudolph A. Marcus                                             | „za příspěvky v oblasti teorie přesunu elektronů v chemických systémech“                                                      |
| 1993 | Kary B. Mullis, Michael Smith                                 | „za příspěvky k rozvoji metod v chemii DNA“                                                                                   |
| 1994 | George A. Olah                                                | „za příspěvek ke karbokační chemii“                                                                                           |
| 1995 | Paul J. Crutzen, Mario J. Molina, F. Sherwood Rowland         | „za práce na chemii atmosféry, zejména ozónu“                                                                                 |
| 1996 | Robert Curl, Sir Harold Kroto, Richard Smalley                | „za objevy fullerenů“ |
| 1997 | Paul D. Boyer, John E. Walker                                 | „za objasnění enzymového mechanismu syntézy adenosintrifosfátu (ATP)“                                                         |
| 1997 | Jens C. Skou                                                  | „za objev enzymu na přenos iontů, Na+/K+-ATPázy“                                                                              |
| 1998 | Walter Kohn                                                   | „za rozvoj funkcionální teorie hustoty“                                                                                       |
| 1998 | John A. Pople                                                 | „za rozvoj výpočetních metod v kvantové chemii“                                                                               |
| 1999 | Ahmed Zewail                                                  | „za studium přechodových stavů chemických reakcí pomocí femtosekundové spektroskopie“                                         |
| 2000 | Alan J. Heeger, Alan MacDiarmid, Hideki Širakawa              | „za objev a vývoj vodivých polymerů“                                                                                          |
| 2001 | William Standish Knowles, Rjódži Nojori                       | „za práce na chirálně katalyzovaných hydrogenačních reakcích“                                                                 |
| 2001 | Karl Barry Sharpless                                          | „za práci na chirálně katalyzovaných oxidačních reakcích“                                                                     |
| 2002 | Kurt Wüthrich, John B. Fenn, Kóiči Tanaka                     | „za rozvoj metod identifikace a strukturní analýzy biologických makromolekul“                                                 |
| 2003 | Peter Agre, Roderick MacKinnon                                | „za objevy týkající se kanálů v buněčných membránách“                                                                         |
| 2004 | Aaron Ciechanover, Avram Herško a Irwin Rose                  | „za objev rozkladu bílkovin iniciovaného ubikvitinem“                                                                         |
| 2005 | Robert Grubbs, Richard Schrock a Yves Chauvin                 | „za vynálezy chemických katalyzátorů, jež umožnily vyvinout novou metodu přetváření organických molekul, takzvanou metatezi.“ |
| 2006 | Roger D. Kornberg                                             | „za studia molekulární báze eukaryontické transkripce“                                                                        |
| 2007 | Gerhard Ertl                                                  | „za studium chemických procesů na povrchu pevných látek“                                                                      |
| 2008 | Osamu Šimomura, Martin Chalfie, Roger Y. Tsien                | „za objev a výzkum zeleného fluorescenčního proteinu (GFP)“                                                                   |
| 2009 | Venkatraman Ramakrishnan, Thomas Steitz a Ada Jonat           | „za výzkum struktury a funkce ribozomu“                                                                                       |
| 2010 | Richard F. Heck, Eiči Negiši a Akira Suzuki                   | „za využití palladia jako katalyzátoru při syntéze organických molekul“                                                       |
| 2011 | Daniel Šechtman                                               | „za objev kvazikrystalů“ |
| 2012 | Robert Lefkowitz a Brian Kobilka                              | „za studium receptorů spřažených s G proteinem“                                                                               |
| 2013 | Martin Karplus, Michael Levitt a Arieh Warshel                | „za vývoj víceměřítkových modelů komplexních chemických systémů“                                                              |
| 2014 | Eric Betzig, Stefan W. Hell a William E. Moerner              | „za vývoj fluorescenční mikroskopie vysokého rozlišení“                                                                       |
| 2015 | Tomas Lindahl, Paul Modrich a Aziz Sancar                     | „za studium mechanismů opravy DNA“                                                                                            |
| 2016 | Jean-Pierre Sauvage, Fraser Stoddart, Bernard Feringa         | „za vývoj molekulárních strojů“                                                                                               |
| 2017 | Jacques Dubochet, Joachim Frank, Richard Henderson            | „za vývoj kryoelektronové mikroskopie umožňující zkoumat struktury biomolekul v roztoku při vysokém rozlišení“                |
| 2018 | Frances Arnoldová                                             | „za řízenou evoluci enzymů“                                                                                                   |
| 2018 | George P. Smith, Gregory Winter                               | „za fágové zobrazení peptidů a protilátek“                                                                                    |
| 2019 | John B. Goodenough, M. Stanley Whittingham, Akira Jošino      | „za vývoj lithium-iontových baterií“                                                                                          |
| 2020 | Emmanuelle Charpentierová a Jennifer Doudnaová                | „za vývoj metody editace genomu“                                                                                              |
| 2021 | Benjamin List a David MacMillan                               | „za vývoj asymetrické organokatalýzy“                                                                                         |
| 2022 | Carolyn R. Bertozziová, Morten Meldal, K. Barry Sharpless     | „za vývoj ‚click-chemistry‘ a bioortogonální chemie“                                                                          |
| 2023 | Moungi Bawendi, Louis Brus a Alexej Jekimov                   | „za objev a syntézu kvantových teček“                                                                                         |
| 2024 | David Baker                                                   | „za výpočetní návrh proteinů“                                                                                                 |
| 2024 | Demis Hassabis a John M. Jumper                               | „za predikci struktury proteinů“                                                                                              |

## Neudělení
Z odtajněných starších záznamů z jednání výboru se ukazuje, že Dmitrij Ivanovič Mendělejev nezískal cenu kvůli nepřátelství se Švédem Svante Arrheniem.